# 杜罗自由镇
杜罗自由镇（西班牙語：Villafranca de Duero）是西班牙卡斯蒂利亚-莱昂巴利亚多利德省的一个市镇。总面积10平方公里，总人口355人（2001年），人口密度36人/平方公里。